# L'habitació vermella
L'habitació vermella és una obra d'Henri Matisse pintada el 1908 i conservada al Museu de l'Ermitage.

## Context
L'època de les primeres avantguardes coincideix amb un període molt convuls de la història: la rivalitat colonial entre potències europees, la Primera Guerra Mundial (1914-1919), la Revolució Russa (1917), el naixement del feixisme i del nazisme. Un món en crisi que revitalitza l'art i que porta l'artista a la recerca d'elements nous i provocadors, reaccionant contra les injustícies socials que l'envolten. L'art contemporani deixa de banda la captació externa de la realitat visual i expressa les vivències interiors de l'artista, un artista sovint rebutjat que busca uns altres individus per fundar un moviment que expressi les seves inquietuds. Neixen així les avantguardes del segle xx, que poc tenen en comú amb els estils globalitzadors del passat. La pintura pren el protagonisme de la innovació.

## Anàlisi formal i tècnic
El 1908 Matisse va crear, al seu estudi de París, L'habitació vermella. Estava destinada a la mansió de Moscou del col·leccionista rus Sergey Shchukin i el mateix artista l'anomena "panell decoratiu".
La tela presenta un menjador burgès en el que una figura femenina arranja els detalls previs a un dinar. Sobre la taula hi ha gerros, fruites i flors. L'Habitació vermella, nom que s'explica pel color que predomina en l'escena, ofereix un aspecte proper al decorativisme dels tapissos orientals, i s'allunya de les composicions convencionals. Per a Matisse, un quadre és una qüestió d'ordre i unitat. Tot hi té un paper: els objectes, els personatges i les superfícies buides. La composició no és més que l'art de disposar de forma ordenada els objectes. L'eix d'aquesta composició és el color, de gamma reduïda però de gran intensitat. L'associació del vermell i del blau s'erigeix en la veritable protagonista del quadre. Els fauvistes eren coneixedors de la Teoria del Color i Matisse sabia que contraposant dos tons complementaris el resultat òptic ressaltava molt més la força de l'obra. La continuïtat entre el paper de la paret i les estovalles, s'uneix en un tot únic que subratlla el caràcter bidimensional de la tela. Així queda anul·lada la noció d'espai perquè no s'han utilitzat els recursos de la perspectiva tradicional. La finestra, a través de la qual veiem un jardí amb plantes i flors, no és una excusa per donar una sensació il·lusòria de profunditat, sinó un motiu per reflectir l'arabesc de la decoració interior. El color, sotmès a la llum durant l'impressionisme, ara s'allibera. No hi ha cap font de llum ni natural ni artificial. És el mateix color el que dona lluminositat, i ja no hi ha rastre d'ombres. L'herència de Gauguin es fa evident tant en el planisme com en l'ús del color. El dibuix té més importància. Es basa en una línia corba, sinuosa i gruixuda, que pot arribar a descompondre la forma en contra de qualsevol expectativa de naturalisme i que dona dinamisme a l'obra. Els contorns dels arbres i el de la dona són simplificats perquè estiguin més d'acord amb les flors dibuixades en el paper de la paret i en les estovalles.
Es tracta d'un oli sobre tela. L'oli és una tècnica pictòrica que consisteix a dissoldre els pigments en un aglutinant com l'oli de llinosa. Aquesta tècnica permet gran varietat d'efectes pictòrics i rectificacions

## Temàtica, significat i funció
L'Habitació vermella plasma un tema que Matisse ja havia pintat en 1897, en la seva
obra "La taula", però el resultat és totalment diferent. El pintor ha transformat un quadre amb certes influències impressionistes, en una obra de caràcter avantguardista i innovador.
- Significat: A través del color, l'artista apel·la a la part emotiva de l'espectador. Aquest

esteticisme queda plasmat en imatges de felicitat i refusa les angoixes del món contemporani. És un art que no defensa cap bandera ideològica, només aporta una nova tècnica pictòrica.
- Funció: Estètica. Matisse va afirmar que l'objectiu del seus quadres era proporcionar plaer i alegria de

viure. Ell deia ” somnio amb un art equilibrat, pur, afable, on el tema no sigui inquietant ni torbador, que serveixi com a calmant cerebral”.

## Influències
Matisse juntament amb Derain inicia el moviment Fauvista a Cotlliure, l'estiu de 1905. L'artista rep influències del seu mestre, el pintor simbolista Moreau i de postimpressionistes com Gauguin, i Cezanne. Aquest era considerat el mestre de tots
els artistes del seu cercle, Dufy i Vlaminck entre d'altres.
Altres influències en la pintura de Matisse eren les miniatures perses i l'art islàmic. Ell deia que la inspiració sempre li arribava de l'orient. Henri Matisse, líder del moviment fauvista, és un dels artistes més influents del segle xx. Les seves innovacions estilístiques, juntament amb les de Picasso, modificaran el curs de l'art contemporani.
					Els germans Gertrude i Leo Stein col·leccionistes d'art d'origen nord-americà van comprar alguns quadres de Matisse i aviat un sector de la societat parisenca avançada
es va interessar per una pintura "diferent". Els Stein formaven part d'un cercle molt
restringit. S'oposaven a l'art acadèmic i defensaven la innovació artística i la ruptura radical amb el passat.